# Lov U
『Lov U』（ラブ ユー）は、渋谷すばるの4枚目のフル・アルバム。2024年10月16日にトイズファクトリーから発売された。

## 概要
- 前作『2021』から約3年ぶりのリリース[注 1]。
- トイズファクトリーに移籍後初のアルバムとなる[9][10][11][12][13]。
- CDは初回生産限定盤、通常盤の2形態で発売。
- 本作は「ラブソング」がテーマの作品であり、収録曲の全てがラブソングとなっている[9][10][11][12][13]。
- 本作には、リード曲「Lov U」や先行配信曲「人間讃歌」「君らしくね」を含め、全形態共通で全12曲の新曲を収録[8][9][10][11]。
  - これまでは全曲自作曲のアルバムをリリースしてきたが、本作の自作曲は「First Song」のみであり[14]、カナダ在住の作詞・作曲家のmiccaやTHE CHARM PARKなどといった様々なクリエイターから提供された楽曲を中心に収録されている[9][10][11][13][15]。
- 初回生産限定盤の特典Blu-rayには、アルバムインタビューや「Lov U」制作ドキュメンタリー、「人間讃歌」のメイキング映像などを収録[9][10][11]。
- 本作のアートディレクターは藤井風など、様々なアーティストのアートワークを手掛ける丸井元子が担当[9][10][11][13]。

### 各形態概要
| 特典内容                                    | 形態           |
| ------------------------------------------- | -------------- |
| 特典Blu-ray（詳細は「#特典Blu-ray」を参照） | 初回生産限定盤 |
| デジパック仕様                              | 初回生産限定盤 |
| Lov U Special Photo Book（28P）             | 初回生産限定盤 |
| デジパック仕様                              | 通常盤         |

### 購入者特典

#### ショップ別オリジナル特典
| 特典内容                           | 販売店                   |
| ---------------------------------- | ------------------------ |
| ポストカード（TOWER RECORDS ver.） | タワーレコード           |
| ポストカード（HMV ver.）           | Loppi・HMV               |
| トート型エコバッグ                 | セブンネットショッピング |
| トレーディングカード               | 楽天ブックス             |
| ポストカード（TOY'S STORE ver.）   | トイズストア             |
| メガジャケ                         | Amazon.co.jp             |

#### めざましライブ会場限定特典
2024年8月23日に開催された『お台場冒険王2024〜人気者にアイ♡LAND〜』内のライブコーナー『めざましライブ』の会場のCD予約・販売コーナーにて、全額前金での本作の予約者を対象に、会場限定予約特典としてポストカードがプレゼントされた。

## 販売形態
- 発売日：2024年10月16日
  - 初回生産限定盤（TFCC-81102~81103：CD+Blu-ray）
    - デジパック仕様。
    - 「Lov U Special Photo Book」（28P）封入。

  - 通常盤（TFCC-81104：CD）
    - デジパック仕様。

## 制作

### 前作『2021』から本作までの数年間、トイズファクトリーとの出会い
渋谷は2023年1月に配信限定シングル『ないしょダンス』をリリースして以降、2024年8月に本作の先行配信曲「人間讃歌」をリリースするまでライブを中心とした活動を続けており、新曲を発表していなかった。
実は、2021年9月発売の3rdアルバム『2021』をリリースして以降の数年間、様々な大変な時期が続き、歌詞を全く書けない状態が続いてたという。「独立してやっていくってこういうことなんかな」「みんなこんな感じでやってんのかな」と全てを受け入れてたら、渋谷いわく「どんどん自分がぶっ壊れていきました」と語っている。これはあくまで音楽への情熱を失ったり、『二歳』から『2021』までの3枚のアルバムを制作して燃え尽きた、というわけではなく、むしろ音楽への思いがあったからこそ、音楽以外の様々な問題があって苦しんだといい、ライブを行うことでなんとか気持ちを保っていたものの、ずっと新曲を出せないまま既存の曲でライブを重ねていたという。このことから渋谷は「心身が健康で自分に余裕がないと曲作りや何かを生み出すことができないタイプ」だと気付いたという。
そんな中、渋谷いわく「一番どん底の状態だった時」にトイズファクトリーのスタッフと出会ったという。どん底の状態だったものの、それでも音楽への思いはあり、「次にやるべき新しい表現は何だろう」と常に探し続けていた時に、ライブのリハーサルで入ったスタジオの隣の部屋にJUN SKY WALKER(S)とトイズファクトリーの今村勝巳がおり、以前渋谷と仕事をしたスタッフもいたため、そのスタッフを介して今村と挨拶をしたのがトイズファクトリーとの出会いだという。その後、一度会って話をすることになり、今村から「最近はどんな活動をしてるの？」と話を聞いてもらい、「アーティストってこうでこうでこうだよね」と言われた時に、渋谷は涙が止まらなくなってしまったという。これは、
独立以降は1人で活動しており、渋谷の中で相当孤独な状況に陥ってしまい、前述のような大変な状況もあったため、今村に理解してもらえたことが嬉しかったからだという。その時の渋谷はレコード会社に所属している状態ではなかったため、「こういう出会いがあるということは、そういう定めなのかな」と感じ。今村と話す中でどんどん展開していったという。また、渋谷は「ただ歌うことに徹してみたい」「変化を取り入れたい」という思いが元々あり、トイズファクトリーのスタッフと話す中で、その思いが叶いそうな予感がしたという。
精神的に大変な時期が続いたが、様々なアーティストが渋谷に楽曲を提供してくれたことで、アルバムを作ろうと思えるようになり、その制作が進んでいく中で、渋谷にとって音楽は大切なことだったため、気持ちが浄化されたような感覚になったという。
渋谷が本作で唯一自作した楽曲「First Song」はこの苦しい時期を耐え抜いて完成させており、精神面で少しずつ変化している時期に書いたため、その時に自然と出てきた言葉をそのまま書いているという。これは同曲の「『好きだけど好きじゃない』を抱きしめる自信がなかった」という歌詞にも現れている。渋谷いわく「好きだけど好きじゃない」ことは誰にでもあり、「その人のことは好きで大事な存在だけど、その人のここは少し自分の好みと違う」と思うことだという。渋谷もグループを離れてもグループ時代からずっと応援してくれているファンもいるが、渋谷はソロになったことでグループ時代とは違うジャンルの音楽もやってるため、「渋谷すばるは好きだけど、でもこういうのじゃないんだよな」という意見が一定数おり、自作曲を歌う渋谷から離れていく人がいることに気付いてはいたという。しかし、当時の渋谷は自分の責任下で自分の表現をある程度のところまで行かないと前に進めず、「求められていることと自分がやりたいと思えることがイコールになったら、凄い楽しいんだろうな」とずっと悩んでいたという。それがトイズファクトリーとの出会いから、ようやく渋谷の中で繋がり始めた感じがあり、音楽に凄く素直に向き合えている感じがして心地よい感覚だという。渋谷はこれも「しんどい数年間があったからなのかな」と前向きに捉えている。
渋谷はファンだけでなく、渋谷と共に制作している人たちにも喜んでほしい、そのような人たちに「凄い」と言わせないといけないと考えている。トイズファクトリーのスタッフは、渋谷がアーティストとして広がるために、これまで渋谷がやって来なかった様々な表現を提案してくれたといい、そんなスタッフに対して渋谷は「良いものを届けたい」という一心で返し、さらにスタッフもそれに対して様々な案を出し、これらの相乗効果で出来上がった作品が本作となっているという。

### コンセプト
本作の大きなテーマは「ファンに楽しんでもらいたい」である。本作を制作する上での渋谷からの要望は「とにかくファンの方に向けて楽しんでもらえる、喜んでもらえるものにしたい」というコンセプトだけで、「こんな曲が良い」「こんなことをやりたい」「誰に曲を作ってもらう」など、楽曲やアートワークについて渋谷からのリクエストはほぼないという。これは特に「新しい自分」というものを意識したわけではなく、元々渋谷の中に構想があった「自分以外の人が渋谷すばるを見たり感じたりして、『こういうのどうかな』と出してもらったものにどう応えられるか」に徹してみたという。このことから、「徹することの面白さ」を感じることができ、クリエイターからの愛情や熱意など、様々なものを感じた上で、「自分のものとして表現する」という時間が凄く大きなものだったという。
渋谷は独立してから「ロックンロールが好きな人のアルバムだね」「ロックンロールがやりたいんだね」と言われることが多かったというが、渋谷としては「ロックンロールを作ろう」という意識はなく、その時その時の新鮮な自分で音楽を作っていった結果、そういう作品になっただけだという。渋谷はどの時期も常に「なんか面白い、新しい発想ないかな」と考えているといい、これまでのアルバムの自作曲を制作していた時は、歌だけでなくサウンド面やアレンジ面、このメンバーだからこそ出せる音色とは何かなど、様々なことを考える必要があったといい、レコーディングの際に制作時に自分の中で鳴っていた音をミュージシャンに再現してもらうという作業だったといい、それも充実感があり、勉強にもなったという。しかし、同じことを本作でもしていてはインパクトが薄れるため、本作そこを大きく変えたかったという。
このようなコンセプトの作品になった理由として、「単純に違う表現をしたくなった」という点と、「唄うことに徹してみたい」という点を挙げている。これは、独立してからリリースした3枚のアルバムは、曲やアレンジ、サウンド感など、様々なところに目を向けながら自分の言葉を吐き出すように全ての楽曲を作詞・作曲・編曲で制作しており、自分なりの表現や作り方でできることも分かったことから達成感と満足度は高く、渋谷にとっても自信となっていたという。しかし、これまでは「歌を唄うことだけに徹する」ということがほぼなく、トイズファクトリーとの出会いの中で、「唄うことに徹してみたい」という思いと合致し、今回のコンセプトに至ったという。そのため、本作以降も提供曲をメインとした活動にすると決めたわけではないという。
過去のインタビューでは「完成度が低くても、自分の言葉でやりたいことを形にしたい」と話しており、その時はそういう思いがたくさんあったというが、独立して曲作りに没頭できたことからこそ、現在はまた違う感覚になっているという。なお、渋谷が世間から必要以上にこだわりが強そうなイメージを持たれているため、渋谷は本作を通して「そうでもないよ」ということが世間に伝われば良いと語っている。
関ジャニ∞時代のソロデビューシングル『記憶/ココロオドレバ』のリリース時期も提供曲をソロで唄っていたが、その時は渋谷主演の映画『味園ユニバース』（ギャガ配給）がきっかけでしていたため、「唄うことに徹する」というより、「こなすのでいっぱいいっぱいだった」という感覚だったという。しかし、本作では、渋谷は自分の中で様々なものが鮮明に、明確になっていったことが多かったと感じており、提供曲を唄ってきたことと、自分のやりたいスタイルを形にしてきたという多彩な経験を経た渋谷が本作に出ているといい、「3回目のデビューみたいな気持ち」と表現している。
なお、本作でこれまでとの「変化」は求めてはいたが、「全く別人ぐらいのことをする」というのも違うと考えており、「人間讃歌」と「君らしくね」を聴いたインタビュアーの「子どもの頃から一視聴者としてずっと知っていた"すばるくん"と、大人になって出会ったような感覚があって」という感想に対して「そういうことがやりたかった」と発言している。

### タイトル
本作のタイトルは、渋谷がInstagramのストーリーに「Lov U」というメッセージを投稿したことから名付けられた。なお、渋谷はそこまで考えて投稿しておらず、思いつきの投稿だったという。
渋谷の家の窓から光が入ってきて、ちょうどその場所に渋谷のギターがあり、面白い形の影が出来ていたため、そこをスマートフォンで撮影してInstagramに載せようと思ったという。さらに、渋谷のSNSを見る層はほぼファンであるため、「ファンに喜んでもらえるひと言があったらより楽しんでもらえるかな」「何気ない日常の1コマでも、見てくれている人がちょっとでも喜んでくれたら」と考え、「Lov U」と書いて投稿したという。
この投稿からだいぶ経ってから、その投稿を見ていたスタッフから「ちょっと前のストーリーのワード良かったね」と言われたことが発端となり、タイトル案を考えている際に、スタッフから「『Lov U』が良いのでは？」という意見が出たことからこのタイトルとなったという。

### 制作期間
本作の制作期間は約5か月で、トイズファクトリーと契約して1枚目で新たなチームでの制作であるため、「じっくり時間かけて良いものができたら、次からもっともっと進化していけるだろう」との考えのもと、本作は特に時間をかけて制作したという。

### 楽曲提供
これまで独立後にリリースした3枚のアルバムは全曲作詞・作曲・編曲を渋谷自身で行ってきたが、本作では12曲中11曲が提供曲となっている。これは前述の通り、「唄うことに徹してみたい」という渋谷の意向が反映されている。
今回の楽曲を提供したアーティストは基本的にトイズファクトリー側からの紹介であり、渋谷の意向はほぼなかったという。スタッフから「どんな曲が良いですか？」と聞かれた際も、「ファンの方に向けて」という大枠の題材と共に「渋谷すばるで好きに遊んでください」とだけ伝え、スタッフや制作陣に一任したという。渋谷自身も「ちょっとでもヒントがあったほうが提案しやすいとは思う」という理由から「どんな曲が良いですか？」という質問が来ることは理解していたが、これまでの渋谷の楽曲は自作曲のみで自分の感情をそのまま表現するような制作方法をとっており、そこを大きく変えるには楽曲の作り方から変えたほうが「絶対に面白いものができる」と考えたため、今回は「提供された曲をどう表現するかに徹したほうが良い」と判断し、提供曲には一切口を出さなかったという。
この結果、渋谷の狙い通り「自分では絶対に辿り着けないところ」に曲が向かっていき、良い化学変化が起きたといい、「色んな角度から自分自身を知る」ということが多く、徹することの面白さを自分で感じることができたという。
なお、渋谷が提供曲を歌うのは関ジャニ∞の楽曲以来である。当時とは形や状況が全く違うが提供曲を歌うことは「凄く楽しかった」といい、唄うことに改めて深く向き合えたことで、渋谷自身に向き合うことにもなり、凄く良い経験だったという。
楽曲提供アーティストとは、制作が始まるかなり前に渋谷が一人一人のもとに出向き、まず挨拶や会話を交わすことで、渋谷の人となりを互いに感じてもらった上で制作を始めていったという。実際に、各アーティストから出来上がった曲を聴くと、渋谷が「この歌詞、自分で書いたっけ？」と思うほど、渋谷に寄り添って制作されていたという。
自作曲のみだった3枚のアルバムは、ひたすら自分自身に向き合って曲作りをして「自分の今やりたい表現はこれです。どうですか？」とソロになった渋谷をお披露目するような作品だったが、本作は「人との関わりで生まれたアルバム」だと感じているという。
本作を経て「アルバムの全曲を自作曲にしなければならない」という決まりがないことを体感できた渋谷は、これからは「自分だけではできないこと」をやりつつ、自作曲も作りつつ、良い曲ができたらアルバムに収録すると考えており、渋谷はこの環境を「今が一番良い状態で音楽活動ができている」と語っている。
本作の楽曲の中で作詞を手がけた曲数が一番多いmiccaとは、miccaがカナダに在住していることから、実際に会う以外にもメールや電話など、たくさんのコミュニケーションを取ったという。その際に音楽の話はほとんどしなかったが、今までの渋谷のストーリーや世間話を伝え、渋谷の人となりや感覚をすり合わせた上で楽曲制作を依頼したといい、「人間讃歌」が届いた際には、渋谷が「（miccaが）渋谷に憑依するぐらい入り込んで書いたのかな」「歌っていても人の曲を歌っている感覚があまりなかった」と感じるほど渋谷の世界観に合った楽曲となり、逆に提供曲だからこその渋谷自身ではない新しい角度から「自分ではないからこそできた表現」が詰まった楽曲となったという。
今回携わったアーティストには全員とても良くしてもらったといい、初対面からひとつひとつ時間をかけて制作に取り組んでいたため、渋谷が自分で曲を作る時とは違うやり方で、渋谷自身を深く掘り下げた曲ができたといい、渋谷一人では辿り着けないところまで行けたことで、人と一緒に作る楽しさや可能性、力強さをすごく感じたという。
「人間讃歌」や「ライム」「僕と君はネコ」など、本作の収録曲はそれぞれ歌い方が異なっており、ラブソング的なファルセットも取り入れている。この点が「自分以外の人とやるところの良さ」「自分では絶対に辿り着けない」とかたっており、ファルセットと地声を行ったり来たりするような曲は、渋谷はあまり自分では作らないといい、そのような楽曲を歌いこなせるかが今回の挑戦だったという。
渋谷が自分で作詞・作曲・編曲をする場合だと、自分の好きなメロディーのライン、コード進行を自分の感覚で作ってしまうこともあるが、本作は12曲11曲が提供曲であるため、自分のものとして表現するというところまで持っていくために、何度も曲を聴き、何度も歌い込んだという。本作の制作期間中は「自分なりに解釈して、自分のものとして表現する」ということを意識していたという。この結果、それをやればやるほど楽曲を作ったアーティストの想いなどがどんどん自分の中に入り、「心を込めて作ってくださったんだな」という想いが伝わってきたため、大変な挑戦だったが、それは凄く大事な時間だったという。
自作曲と提供曲の歌うことへの違いとして、歌詞を挙げている。自作曲の歌詞は自分から出した言葉であるため、どうしても客観的に見づらくなってしまい、それをいかに自分の中で消化して表現を変えていくのかが難しいという。一方で、提供曲の歌詞の中には「自分に入ってこない言葉」もあったというが、時間をかけて歌い込んでいく中で、少しずつその歌詞が自分の中に入っていく感覚だったという。例として「ないしょダンス」と「君らしくね」は「自分らしく生きるべきだ」という根本のメッセージは共通しているものの、渋谷が制作した「ないしょダンス」では歌詞の主人公の目線で歌っており、提供曲である「君らしくね」では"君"という第三者に向けて歌っているという違いがある。
この楽曲提供のアルバムを通して、「誰が作った」ではなく、アルバムは人と一緒に作るものであるため、どういう会話をしてどういうコミュニケーションを取るかなど「どういう過程を経て作ったか」が大事であることを感じたという。

### ビジュアル・デザイン
本作のビジュアルは、雑誌や広告、CDジャケット、様々なアーティストのアートワークなどを手掛けてきたアートディレクターの丸井元子が担当している。
アルバムの大きなテーマとして「ファンに楽しんでもらいたい」を掲げていたため、「ここから新しいことが始まる」という状況の中で、このアルバムは楽曲だけではなくアートワークも大事になってくると考えていたことから「アートワークでも喜んでもらいたい」という思いがあり、その中で丸井の名前が挙がり、ダメ元でオファーをしたところ、丸井から承諾を得られたという。
丸井にはまず「渋谷すばるをストレートに表現してほしい」というオファーがあり、最初は「楽しそうだな」と思ったが、渋谷が長く活動する中でも本作が「またここから何かが始まる」という新鮮さがあり、渋谷も「こんな大きい動きはもう最後かもしれない」と言っていたことから本作の大きさを実感することになり、「これはかなり覚悟がいるな」と感じ、少し悩んだというが丸井いわく「自分にとっても学びがありそうな気がした」ため、本作のアートディレクターを引き受けたという。
本作のアーティスト写真は目を輝かせた渋谷の自然な笑顔をとらえたものとなっている。この写真は、丸井とレコード会社側での話し合いの中で出た「初恋を思い出す」というワードから、「初恋の人と久しぶりに再会した時の、変わらない目の輝き」や「月日が経っているからお互いに年齢は重ねているけれど、写真を見た時、直感的に『私、この人のこと好きだな』と思わせたい」という意図から「もう1回好きになる」というコンセプトのもと、渋谷の持つ「カリスマ性」「天性」「ヤンチャさ」「危うさ」なども取り入れて撮影された。なお、丸井は渋谷のことを「存在自体が強い」と捉えており、渋谷の「自然体」を撮影したいと考えていたため、何かセットを入れたり、ファッションシュート的な緊張感を持たせたりするのではなく、渋谷に「笑ってください」と言わないことを意識し、椅子だけを用意して「自然体」の渋谷を撮影したという。
丸井が最終的にアーティスト写真となった写真を選んだ理由として、「表情が凄くナチュラル」「目線は外しているけど、距離感は近い』という目が印象的」「プロポーズした後、照れてる表情みたい」「ヘアのバランスが良い」などを挙げている。渋谷やスタッフもアーティスト写真候補の選出に意見を出したといい、違う写真を選んでいたというが、丸井からこれらの理由を聞き、「そこまで強い思いを持ってやってくれてることが嬉しかったし、それはきっと見てくれる人にも伝わるだろうな」と考え、最終的には丸井に委ねたという。
本作のジャケット写真も丸井が担当しており、本作がストレートなタイトルであり、「今の渋谷がシンプルなことをやれば、逆にヒネリを感じることもある」と考え、デザインも直球にしたという。このデザインについて丸井は「ほかのアーティストの方には提案できない」「すばるさんだからこそ説得力を持たせられる」と語っている。実際に採用されたジャケット写真は、本作のタイトル『Lov U』が示す通りハート型にコラージュされた渋谷の写真となっており、通常盤は大人っぽさとやんちゃさが共存した遊び心溢れるビジュアルで、「初恋を思い出すようなラブソング集」が表現されている。初回生産限定盤のジャケット写真は渋谷一押しの写真であり、今まで見せたことのない新鮮な表情となっている。このハート型のジャケット写真に対して渋谷は「絶対に自分だったらこれはやらない」「自分でちょっとハートにしようかなとは思わない」といい、これを「自分以外の人とやることの良さが詰まったアルバム」と考えている。
本作のビジュアル全体を構想する中で、丸井は渋谷に憑依するような気持ちで「すばるさんはどう思うだろう？」「どういうふうに考えて生きてらしゃるのかな」ということを常に想像していたという。さらに、渋谷だけではなく渋谷のファンが「どういう渋谷を見たいか」ということにも意識し、丸井の周りにいる渋谷を昔から知っている友人などからヒントをもらったという。

### 楽曲・レコーディング
本作は全ての収録曲がラブソングとなっているが、渋谷自身は本作を「ラブソングのアルバム」と意識して制作はしていなかったという。渋谷がファンへの感謝を込め、ファンに「どう楽しんでもらうか」というところから発想し、「こんな歌を歌ったら喜んでもらえるかな」という渋谷側の想いと、「こんな曲を歌ったらどうですか」というクリエイター側の想いが集まった結果、ラブソングが多くなったという。
本作は明るい曲調の楽曲が多く収録されており、これは渋谷にとって新たな出発のタイミングであるため「ハッピーに楽しんでもらいたい」と考え、暗い曲は本作には収録しないようにしたという。
今まで歌ってこなかったボーカルのニュアンスなどがあり、本作の楽曲は渋谷にとって「挑戦が多かった」といい、リード曲の「Lov U」は挑戦度が高く、「歌いこなせるか？」という瞬間もあったという。
本作では自作曲「First Song」以外の楽曲が全て提供曲だったため、これまでのアルバムとは異なり、楽曲制作よりも歌うことに徹したことで「凄く楽しかった」と感じる一方で、「歌で表現する難しさや深さ」を改めて感じ、自分自身と向き合うことができたことで「どんな曲でもやっぱり自分は歌いたいんだ」ということや、渋谷の中で歌がどれだけ大きな存在かを再認識できたという。
本作の発売に先駆けた先行配信に「人間讃歌」と「君らしくね」を選んだ理由として、「分かりやすく自分らしい雰囲気を表現している曲」であることを挙げている。
本作では、レコーディングに至るまでにある程度、自分の中で作り込んでいっていたため、レコーディングのテイクは、どの曲も多くて2、3テイクだったという。
本作の制作のうち、最初の数曲は「一つの箇所をピンポイントでじっくり歌う方が良いのかな」と思いレコーディングをしていたが、レコーディングが進むにつれ、自分の中でのこのアルバムのイメージが明確になってきたことで、自分の気持ちがより入っていき、どんどん制作に没入していった時期があり、そこからは逆にピンポイントで歌うということはできなかったという。
レコーディングの際はテクニック的なことだけでなく、「レコーディングの段階で、こういう感じに歌っておけば後々ミックスが楽かな」や「ここはあんまりピッチを意識せずに感情優先でやっておいた方がいいかな」など、様々なことを総合的に考えて歌っているという。

### 曲順
曲順は制作チーム全員で決めたといい、それぞれが考える曲順を持ち寄り、1人ずつ考えてきた順番で曲を流しながら良い部分をピックアップしていき、それぞれの良いところを集めた結果、収録された曲順になったという。感覚も人それぞれで違っており、曲順からもその人となりを感じることができたという。
なお、「君らしくね」が1曲目だったのは、本作の楽曲の中で一番最初に出来上がってきたデモであり、「出会ったばかりのチームで最初に生まれてきた曲」「始まりの曲」だからだという。

## プロモーション

### 2024年
- 8月20日、自身の公式YouTubeチャンネル・Instagram・TikTokにて生配信を行い、以下の事柄を発表した[8][9][10][11][12][17][35]。
  - トイズファクトリーとの契約。
  - 本作の発売。
  - 本作のアーティスト写真の公開。
  - 本作の全収録曲の公開。
  - 収録曲「人間讃歌」の先行配信。
  - 「人間讃歌」のジャケット写真の公開。
  - 「人間讃歌」のミュージック・ビデオの公開。
  - 「人間讃歌」のMVのティザー映像の公開。
  - 「人間讃歌」のリリースを記念したデジタルキャンペーンの実施。
  - 収録曲「君らしくね」の先行配信。
  - 本作のイベント予約特典およびショップ別オリジナル特典の詳細。
  - 本作を引っさげたライブツアー『渋谷すばる LIVE TOUR 2024「Lov U」』の開催。
- 8月21日、収録曲「人間讃歌」が先行配信され、同曲のMVが公開された[9][10][11][36][37][38]。
- 8月21日 - 9月3日、「人間讃歌」の先行配信に伴い、リリース記念デジタルキャンペーンが実施された[35]。
  - 「アーティストページフォローキャンペーン」と題し、期間中に対象ストリーミングサービス[注 5]にて渋谷のアーティストページをフォローし、応募フォームから応募すると、抽選で50名に「人間讃歌」ジャケットステッカーが当たるキャンペーンが実施された[35]。
  - 「楽曲シェアキャンペーン」と題し、期間中に対象ストリーミングサービス[注 6]で「人間讃歌」を聴き、XまたはInstagramのストーリーズでハッシュタグ「#渋谷すばる_人間讃歌」をつけてシェアし、応募フォームから応募すると、応募者全員に同キャンペーン限定の「渋谷すばるオリジナル画像」がダウンロードできるキャンペーンが実施された[35]。
- 8月23日、『お台場冒険王2024〜人気者にアイ♡LAND〜』内のライブコーナー『めざましライブ』に出演し、「人間讃歌」と「君らしくね」がライブ初披露され、「君らしくね」は同イベントにて初解禁となった[16][39]。
- 9月15日、「君らしくね」のジャケット写真が公開され、同曲のMVのティザー映像が公開された[40]。
- 9月18日、収録曲「君らしくね」が先行配信され、同曲のMVが公開された[8][9][10][40][41][42][43]。
- 9月18日 - 10月1日、「君らしくね」の先行配信に伴い、「人間讃歌」と同様のリリース記念デジタルキャンペーンが実施された[44]。
- 9月23日
  - TBS系『CDTVライブ!ライブ!』にて、「君らしくね」がテレビ初披露された[45][46][注 7]。
  - 本作のジャケット写真が公開された[32][47]。
  - 本作の全曲視聴トレーラー映像が公開された[32][47]。
  - 後述のツアー『渋谷すばる LIVE TOUR 2024「Lov U」』で上海・SHANGHAI RED ROCK CENTERでの追加公演が発表された[32][47]。
- 9月24日、「君らしくね」のMVのメイキング映像が公開された[48]。
- 9月25日
  - 後述の発売記念イベント『渋谷すばる「Lov U」リリース記念スペシャル・イベント』を開催することが発表された[49]。
  - 本作のクリエイターコメントと作家クレジットが公開された[50]。
- 10月2日、日本テレビ系『DayDay.』にて、「人間讃歌」がテレビ初披露された[51][52]。
- 10月4日、「人間讃歌」の特別バージョンが関西電力のウェブCM「想いよ灯れ」編のCMソングとして起用された[53][54]。
- 10月5日、NACK5『Hit Hit Hit!!!』にて、収録曲「Lov U」が初オンエアされた[55]。
- 10月10日
  - 本作の特設サイトにて渋谷のオフィシャルインタビューが公開された[56]。
  - 本作のショップ別オリジナル特典のデザインが発表された[57]。
  - 本作の発売を記念し、タワーレコードのフリーペーパー『TOWER PLUS+』の発行が発表された[58][59]。同誌の表紙には、本作のビジュアル写真のエクスクルーシブカットが使用されており、中面は本作のレビューが掲載されている[58][59]。
  - 本作の特典映像のダイジェストムービーが公開された[60]。
- 10月11日、前述の『DayDay.』で披露された「人間讃歌」の映像がYouTubeで公開された[61]。
- 10月14日、リード曲「Lov U」のMVのティザー映像が公開された[62]。
- 10月15日 - 21日、本作の発売を記念し、SHIBUYA TSUTAYAにて本作の衣装やパネルが展示された[63]。
- 10月16日、本作が発売され、リード曲「Lov U」のMVが公開された[62][64][65][66][67]。
- 11月3日 - 12月25日、本作を引っさげたライブツアー『渋谷すばる LIVE TOUR 2024「Lov U」』が開催された[68][9]。
- 11月9日、「Lov U」のMVのメイキング映像が公開された[69]。

### 2025年
- 1月12日・25日、大阪府および東京都にて、本作の発売記念イベント『渋谷すばる「Lov U」リリース記念スペシャル・イベント』が開催された[49]。
- 2月1日より、前述の「人間讃歌」の特別バージョンがCMソングとして起用された関西電力のウェブCM「想いよ灯れ」編が、関西地方および福井県にてテレビCMとして放映開始された[70]。

## ミュージック・ビデオ
君らしくね
- 2024年9月18日にミュージック・ビデオが公開された。
- 同MVは、渋谷が犬と戯れる姿やドライブするシーンなどで構成されており、渋谷の飾らない自然体な表情を切り取った作品となっている。
- 監督は、Official髭男dismなどのMVを多数手掛ける映像作家の新保拓人が担当。

Lov U
- 2024年10月16日にミュージック・ビデオが公開された。
- 同MVは、ストーリー仕立てのラブコメディとなっており、渋谷は恋する冴えない青年と小劇場のショーマンの一人二役を演じている。
- また、渋谷は同MVのショーパートで約7年ぶりのダンスパフォーマンスを披露している。
- 監督は、SCANDALなどのMVを手掛ける映像作家のマザーファッ子が担当。
- ダンスのプロデュースはクリエィティブエージェンシーのODORIBAが、振付はSakurako Horikoshiが担当。
- Sakurako Horikoshiによると、今回の振付がショーで踊るシーン用だったため、まずは華やかな振り付けにしようと思い、それに加えて全体のストーリーを考慮した時に「ちょっとしたシュールさ」も入れたいと考え、華やかさとシュールさ、渋谷のシルエット、踊りが映えるバランスを考慮して振付をしたという。

人間讃歌
- 2024年8月21日にミュージック・ビデオが公開された。
- 同MVは、雨粒が空から地上に落ちる様子を人それぞれの人生に見立て、運命に抗い歌う渋谷を雨の中で表現している。
- MVでは渋谷が雨に打たれながら同曲をノーカットおよびフルコーラスで歌唱しており、様々な種類の衣装を着用し、濡れては乾かすという撮影を衣装ごとに繰り返したという。
- 監督は、映画『恋する寄生虫』や配信ドラマ『グラスハート』を手掛けた映像作家の柿本ケンサクが担当。
  - 柿本は同MVについて「人生のいろんな岐路を超えてたどり着いた境地に立つすばるくんの生き様を、今という時間の中からそのまま彫りだそうと思いました」と映像の意図を説明しており、「ヒリヒリ、胸に突き刺さる。そんなMVになったと思います」とコメントしている。

## チャート成績
- オリコンチャート
  - 2024年10月15日付の「オリコンデイリー CDアルバムランキング」で初登場7位を獲得した[1]。
  - 初週3,711枚を売り上げ、2024年10月28日付の「オリコン週間 CDアルバムランキング」で週間11位を獲得した[2]。
  - 初週3,869ptを記録し、2024年10月28日付の「オリコン週間 合算アルバムランキング」で週間23位を獲得した[3]。
  - 初週87ダウンロードを記録し、2024年10月28日付の「オリコン週間 デジタルアルバムランキング」で週間39位を獲得した[4]。
- Billboard JAPAN
  - 初週3,581枚を売り上げ、2024年10月23日公開の「Billboard Japan Top Albums Sales」で週間11位を獲得した[5]。
  - 2024年10月23日公開の「Billboard Japan Hot Albums」で週間15位獲得した[6]。
  - 2024年10月23日公開の「Billboard Japan Top Download Albums」で週間45位を獲得した[7]。

## 収録曲

### CD
1. 君らしくね - [3:28]
作詞：micca
作曲：micca、THE CHARM PARK
編曲：THE CHARM PARK
  - 2024年9月18日に先行配信された[8][9][10][11]。
  - 同日に同曲のMVが公開された[41][42][43]。
2. ライム - [3:53]
作詞：micca
作曲・編曲：宮井英俊
3. Lov U - [4:09]
作詞：micca
作曲・編曲：THE CHARM PARK
  - 本作のリード曲[9][10][11][12]。
  - 2024年10月16日に同曲のMVが公開された[62][64][65][66][67]。
4. 渚と台風 - [3:37]
作詞・作曲・編曲：フジイケンジ
  - The Birthdayの藤井謙二からの楽曲提供[20][30][21][71][27]。
  - 藤井が関ジャニ∞に提供した「BOY」と同時期に制作され、「BOY」と対になる楽曲[20][30][21][71][27]。
5. 僕と君はネコ - [4:01]
作詞：micca
作曲・編曲：宮井英俊
6. ストライクゾーン - [4:02]
作詞・作曲：SUI、JUQI、BAOBAB MC
編曲：SUI
7. アオ - [3:52]
作詞：micca
作曲・編曲：THE CHARM PARK
8. ルピナス - [3:09]
作詞：micca
作曲・編曲：THE CHARM PARK
9. 一眼レフノ君 - [4:02]
作詞：micca
作曲：micca、THE CHARM PARK
編曲：THE CHARM PARK
10. ロマンス横丁 - [3:39]
作詞：micca
作曲・編曲：ha-j
11. 人間讃歌 - [4:03]
作詞・作曲：micca
編曲：THE CHARM PARK
  - 関西電力「想いよ灯れ」編CMソング[注 8][53][54]。
  - 2024年8月21日に先行配信された[8][9][10][11]。
  - 同日に同曲のMVが公開された[36][37][38]。
12. First Song - [5:13]
作詞・作曲：渋谷すばる
編曲：ha-j
  - 渋谷自身が制作した楽曲[14]。

### 特典Blu-ray（初回生産限定盤）
| #         | タイトル                                   | 作詞  | 作曲・編曲 | 時間  |
| --------- | ------------------------------------------ | ----- | ---------- | ----- |
| 1.        | 「人間讃歌」(ONE SHOT SPECIAL VIDEO 4TYPE) |       |            | 16:15 |
| 2.        | 「ART WORK SHOOTING」                      |       |            | 4:14  |
| 3.        | 「Lov U」(BEHIND THE SCENES)               |       |            | 3:38  |
| 4.        | 「人間讃歌」(MUSIC VIDEO SHOOTING)         |       |            | 4:20  |
| 5.        | 「Lov U」(SPECIAL INTERVIEW)               |       |            | 40:49 |
| 合計時間: | 合計時間:                                  | 69:16 |            |       |

## 楽曲解説
1. 君らしくね
  - 2024年9月18日に先行配信された[8][9][10]。
  - 疾走感があるサウンドで、「君は君のままでありのままで良いんだよ」と優しく寄り添うようなラブソング[9][10][11][12][27]。
  - 本作の楽曲の中で、一番最初にデモが出来上がってきた楽曲[27]。
  - 「出会ったばかりのチームで最初に生まれてきた曲」ということから、渋谷の中で印象に残り、「始まりの曲」として本作の1曲目となった[27]。
  - 同曲のジャケットデザインは「人間讃歌」と同様に本作のアートディレクターである丸井元子が手掛けている[31]。
  - 丸井は同曲と「人間讃歌」は真逆のことを歌っている印象を持っており、「人間讃歌」では「僕はまだ僕が誰なのかわからなくて」と歌っているのに対して、同曲では「君は君のままで / 僕は僕のままで / 君は君らしくね」という歌詞が対照的だと感じ、先行配信のジャケット写真に昇華しているという[31]。
  - 2024年9月23日にTBS系『CDTVライブ!ライブ!』にてテレビ初披露された[45][46]。
2. ライム
  - 爽やかで瑞々しいロックサウンドながら時折ファルセットを取り入れており、サウンドとボーカルの双方で新鮮な心地よさをもたらす楽曲[71]。
3. Lov U
  - 本作のリード曲[9][10][11][12]。
  - 4つ打ちのリズムにストリングスを交えた都会的なサウンドに、渋谷のストレートな歌声とスウィートなメロディが重なったポップでキャッチーな楽曲となっている[9][10][11][12][71]。
  - 同曲は1曲を通して柔らかい歌い方ではあるが、その中にレイヤーがあり、頭サビは優しく柔らかい歌い方、Aメロは状況説明の歌詞ということから淡々とした歌い方、そして2度目のサビは強く言葉を発して歌われている[22]。
    - 渋谷はストーリー性のある歌詞の内容などを感じ取り、自然とレイヤーのある歌い方になったといい、「そこをうまく表現しきれないと思いを伝えきれない曲だな」と感じたため、事前に聴き込み、何回も歌い込んでレコーディングに臨んだという[22]。

  - ポップに振り切った楽曲は久々だったため、「最初はちょっと恥ずかしかった」というが、歌っていく中で徐々に楽しくなっていき、「ファンの方々も喜んでくれるだろうな」と思ったという[30]。
  - 渋谷いわく自作曲では「絶対やらない」というが、だからこそ、様々なアーティストと一緒に組むことで広がりが生まれ、「自分だけではいけない世界がたくさんあるな」と実感したという[30]。
  - これまでソロでは同曲のようなポップな楽曲を歌っていなかったため、「こういう曲を歌わせてもらえたのは大きなチャレンジ」と語っている[27]。
  - 渋谷がmiccaと話していた時の「分かりやすいラブソングにするんだけど、単純にそれだけじゃなくて、『君がいなくなった』的な要素をちょっと入れるのはどうかな」という話から「連れて行った君のいない真っ暗な世界」という歌詞になったという[27]。
  - 渋谷は同曲の歌詞に順風満帆なハッピーだけではなく、少し悲しい要素が入ることで「より大切なものを大切と思える」「印象的な歌詞の作り方だな」と感じたという[27][22]。
4. 渚と台風
  - The Birthdayの藤井謙二からの楽曲提供[72][20][30][21][71]。
  - 藤井は関ジャニ∞（現：SUPER EIGHT）のアルバム『8UPPERS』（2010年）の収録曲「BOY」を楽曲提供しており、渋谷とのタッグはそれ以来となる[72][20][30][21][71][27]。
  - 今回の「渚と台風」は「BOY」と同時期に書かれた曲であり、「BOY」と対になる曲だという[21][71][19]。
    - 「BOY」がリリースされた2010年には同曲は既にあったという[20]。
    - 藤井は「SUPER EIGHTからソロになった渋谷すばる君が、時を経て、その対の片われ『渚と台風』と出会ってくれたこと、本当に心から嬉しいです」とコメントしている[72]。
    - 藤井はこの2曲に対して「曲たちにとっても生き別れた兄弟に再会するような感覚」と表現している[72]。

  - 元々は藤井がボーカルを務めたバンド・HI NORMAL LUNCHの楽曲として制作されていた[20]。
  - 今回の楽曲提供は、今回はスタッフの繋がりによって実現した[20][30]。
  - 元々渋谷と藤井はThe Birthdayのライブに行った際に少し話したことがあるほどであったが[30]、今回の楽曲提供の話が持ち上がったことで渋谷が藤井の事務所に行き、ゆっくり話をしたという[20]。
  - 藤井と話す中で「BOY」の話もしたといい、渋谷が「もし（本作で楽曲提供を）お願いできたら、ファンの方の胸に響く熱いストーリーが生まれると思うんです」と伝えたところ、藤井から「僕が昔組んでたバンド（HI NORMAL LUNCH）で「BOY」と同時期に作ってた曲はどうかな？」と提案があり、同曲の提供に決まったという[20][27]。
  - 同曲のレコーディングはHI NORMAL LUNCHのメンバーだった藤井、百合公平、鈴木健史が担当しており、「BOY」も藤井、百合、鈴木がレコーディングを担当していたため、渋谷は「そういうストーリーもファンの方にとっては絶対に感動するものになるな」「それも含めてすごい愛のある話だな」と感じたという[73][27]。
  - さらに、「BOY」はSUPER EIGHTの楽曲の中でも未だに人気曲であるため、「ストーリーが繋がったことも凄く嬉しい」「狙いで仕込んだわけではないのが良いな」と語っている[30][27]。
  - SUPER EIGHTのメンバーについて2024年のインタビューでは「僕の大切な時間だった」「みんな仲間ですから」「7人で必死に走っていたあの頃は、今でも何一つ忘れていない。ずっと胸の中にあります」と語っており、「BOY」と「渚と台風」のストーリーを「ファンの方が自分と重ねてくれたらとても嬉しい」と語っている[73]。
  - 同曲は恋愛相手や、「恋」や「愛」という表現がなく、情景の雰囲気が強いため、本作の中でも歌詞的に異色の楽曲であるが、「君」などの直接的な表現がないからこそ、渋谷は「そこに人を想像できた」「自分を投影できた」といい、「聴く人に情景を想像させるやり方もあるのかな」と捉えているという[27]。
  - 同曲のボーカルはとても難しかったというが、藤井が自らディレクションを担当していたため、「ちょっとでも（藤井に）満足してもらえる歌を歌いたいな」と思い、レコーディングを行ったという[30]。
5. ストライクゾーン
  - 変化球なトラックにコミカルなテイストの歌詞が乗った、アップテンポでアルバムの中での起伏が一気に変わる楽曲[27]。
  - 畳みかけるようにどんどんボーカルを付け足していくような作りであり、歌詞は熱いことを歌ってるため、渋谷は「歌ってると本当に熱い気持ちになる」という[27]。
  - 楽曲を提供したSUIと会って話をした際に昔の話になり、渋谷が若い頃に「恋愛的な意味のストライクゾーンの広さで有名だった」という話をしたところ、それをSUIが気に入り、最終的には恋愛的な意味だけでなく、「男女問わず誰にでもいいところはたくさんあるし、『みんなが素敵』で良いのではないか」という意味も込められているという[27]。
6. アオ
  - ボーカルに一部フィルターがかかっており、これはデモの段階からフィルターが入った作りで、楽曲を提供したTHE CHARM PARKのイメージ通りだったといい、そのままミックスの段階でもフィルターを取り入れたという[27]。
  - 渋谷もフィルターを取り入れることが好きだといい、3rdアルバム『2021』の「同期の動機」でもボーカルのフィルターを取り入れている[27]。
    - 渋谷いわく「サウンドとして聴いていてもすごく気持ち良い」「フィルターがかかった部分があって、そこからまた抜けていくっていう感じ」が好きだという[27]。
7. 一眼レフノ君
  - エモーショナルな渋谷の声が印象的なバラードとなっている[71]。
8. ロマンス横丁
  - ゴージャスなジャズテイストのラブソングとなっている[71]。
  - 同曲はミュージカル調で歌うのが難しかったため、レコーディングの日には、どこを録っても大丈夫という状態にして挑んだという[34]。
9. 人間讃歌
  - 2024年8月21日に先行配信された[8][9][10]。
  - 渋谷が等身大の姿で、懸命に生きようとする人類すべてに向けた、まっすぐ大きな愛と情熱を表現したロックバラード[9][10][11][12][15]。
  - 歌うと自然とエモーショナルな感じになるというが、あまりエモーショナルに行きすぎると、渋谷いわく「感情が大爆発しそうになる」「何も考えずに歌うと泣きそうになる」ため、そのバランスを取るのが大変だったという[31]。
    - レコーディングで歌っていても、渋谷自身の想いにリンクして、どんどん気持ちを動かされたという[23]。

  - 渋谷は本作の制作を始めるよりかなり前からクリエイターそれぞれに直接会いに行き、挨拶をしてから互いの人となりを感じた上で制作を始めていったといい、miccaは本作の制作を通して初めて出会い、そこから密に連絡を取ったり、様々な会話をしたことで渋谷のことを深く知り、感じてもらった上で本作の楽曲の歌詞や曲を作っているため、特に同曲は「他の人が作った曲」という感じがしないという[27][23]。
  - 本曲の作詞はmiccaによるものだが、miccaに渋谷のあまり人に話したくないようなことまで話したことで、渋谷は「自分の深い部分が出ている」と語っており、同曲を歌う時は感情的になりすぎないように抑えているという[31][24]。
  - 同曲のジャケットデザインは「君らしくね」と同様に本作のアートディレクターである丸井元子が手掛けている[31]。
  - ジャケット写真の青が渦巻いているデザインは、丸井の心に一番残ったという同曲の「青空にどんな心を / 映しながら人は歩いていく」という歌詞をイメージしているという[31]。
  - 渋谷はこのデザインを見て、歌詞の繋がりや揺れ動く心など、様々な想像ができるため、凄いと思ったという[31]。
  - 2024年10月2日に日本テレビ系『DayDay.』にてテレビ初披露された[51][52]。
  - 同年10月4日に関西電力のウェブCM「想いよ灯れ」編のCMソングに起用された[53][54]。
    - 同タイアップのために新たに歌詞が書き下ろされた特別バージョン「人間讃歌 -関西電力ver.-」が使用されている[53][54]。
    - 2025年2月1日より、同CMが関西地方および福井県にてテレビCMとして放映開始された[70]。
10. First Song
  - 本作唯一の渋谷自身による自作曲[14]。
  - 戸惑いながら恋に踏み出す、過去とこれからの未来を描いた楽曲[9][10][11][12][14]。
  - 3枚目のアルバム『2021』をリリースしてからの数年間、歌詞が全く書けない状態が続いていたという[21][20]。
  - そんな状況の中、偶然トイズファクトリーのスタッフとの出会いがあり、本作の制作が決まったことで、楽曲提供以外にも「自分でもちょっと音源を作り始めようかな」と考え、その時点でアルバムを作るモードには入っていたため、久々の制作だったがすんなりと数曲のデモは作れたといい、そのうち最初に作ったデモが同曲だったため、仮タイトルとして「First Song」と名付けており、後に「その仮タイトルがいいよね」という話が出たことからそのままタイトルとなったという[21][71][27][34][19][20]。
  - しかし、デモを作った段階ではまだ「歌詞を書こう」という気持ちまで辿り着けず、渋谷の中のイメージが「良い予感がする」くらいのぼんやりとしたものだったため、歌詞をつけずに置いていたという[21][27][14][20]。
    - アルバムのレコーディングが数曲進んでいく中で、提供曲の「自分以外の人が見た渋谷すばるを曲にしたらこういう感じ」というデモがどんどん上がってきていたといい、「こういうふうに見えているんだ」「こんな感じで良いのか」と衝撃を受け、勉強になったという[21][27][19][14][20]。
    - すると、少しずつ渋谷の中でアルバムの全体的なイメージが見えてきた部分があり、意を決して書き始めたところ、その先のライブやここから向かう先の自分のことが見え、久々に歌詞を吐き出せたため、そのままどんどん歌詞が完成していったという[21][27][19][14][20]。

  - 同曲の歌詞は、短期間ではあったものの、渋谷が精神面で少しずつ変化している時期に書いたため、その時に自然と出てきた言葉をそのまま書いており、「今までとは違った、その時の自分の言葉がうまく表現できたかな」とコメントしている[21][27]。
  - また、同曲はアルバムに入れる曲ということが前提だったため、「ファンに向けて何かが伝わったら良いな」という思いを持って作詞をしたといい、さらに自然と外に向いている歌詞にもなったという[27][19]。
  - 「はじまりの唄が聴こえる」という歌詞は、新しい環境が始まった渋谷の心境でもあり、今回に限らず同じことをやるよりはいつも「新しい気持ちでやりたい」という気持ちも表現しているという[71][30]。
  - なお、元々作っていたデモはもう少しテンポが遅かったため、ゆったりしたラブソングの雰囲気をまとったイメージだったが、スタッフから「ちょっとテンポを上げてみるのはどうか」と提案されたことで、ポップな曲に仕上がったという[27]。
  - 同曲が本作の最終トラックとして収録された理由として、スタッフから「『First Song』を最後にするのが良い」という熱い意見があったからだといい、そう言われて渋谷も考えてみたところ、「最後に自分が作った曲が来る」という点で「確かにそれが良いかな」と思ったという[27]。
  - なお、同曲が本作の中で最もレコーディングに苦労した楽曲だという[26]。
    - 提供曲はデモ音源の段階で仮歌が入っており、提供アーティストのイメージや世界観があるため、渋谷がそれを感じ取ろうと何回も聴き込み、歌うことで自分の中に取り入れることができ、解釈が早いというが、同曲は自作曲であるため、あまり俯瞰で見ることができず、レコーディングの時にエンジニアから「こうしてみたら？」と提案されたことを実践してみるような作業を続けており、レコーディングが難しかったという[26]。

## タイアップ
- 人間讃歌 -関西電力ver.-[注 9]
  - 関西電力ウェブCM「想いよ灯れ」編CMソング[注 8][53][54]

## 参加ミュージシャン
※アルバムクレジットより。
君らしくね
- Drums：神谷洵平
- All other instruments：THE CHARM PARK
- Recorded：SUI
- Mixed：中原正幸
- Assistant Engineer：石黒勇人（joint1）
- Editing：宮井英俊

ライム
- Recorded：SUI
- Mixed：中原正幸
- Assistant Engineer：石黒勇人（joint1）
- Editing：宮井英俊

Lov U
- Violin：CHICA
- All other instruments：THE CHARM PARK
- Strings Arranged：THE CHARMPARK、中野定博
- Recorded & Mixed：中原正幸
- Assistant Engineer：石黒勇人（joint1）
- Editing：宮井英俊

渚と台風
- Guitar：フジイケンジ（The Birthday）
- Bass：百合光平
- Drums：鈴木健史
- Keyboards & Sound Coordination：鈴木秋則
- Recorded：瀧田洋平（BAD MUSIC）、中原正幸
- Mixed：中原正幸
- Assistant Engineer：石黒勇人（joint1）
- Editing：宮井英俊

僕と君はネコ
- Recorded & Mixed：中原正幸
- Assistant Engineer：石黒勇人（joint1）
- Editing：宮井英俊

ストライクゾーン
- Recorded & Mixed：SUI
- Assistant Engineer：石黒勇人（joint1）

アオ
- Drums：神谷洵平
- All other instruments：THE CHARM PARK
- Recorded & Mixed：中原正幸
- Assistant Engineer：石黒勇人（joint1）
- Editing：宮井英俊

ルピナス
- Drums:神谷洵平
- All other instruments：THE CHARM PARK
- Recorded & Mixed：中原正幸
- Assistant Engineer：石黒勇人（joint1）
- Editing：宮井英俊

一眼レフノ君
- Drums：神谷洵平
- All other instruments：THE CHARM PARK
- Recorded：SUI
- Mixed：中原正幸
- Assistant Engineer：石黒勇人（joint1）
- Editing：宮井英俊

ロマンス横丁
- Chorus：塚本崇瀬、なお、たっくん、ぴか、ちゃみ、Team-MIYAMASU
- Recorded & Mixed：中原正幸
- Assistant Engineer：石黒勇人（joint1）
- Editing：宮井英俊

人間讃歌
- Drums：神谷洵平
- All other instruments：THE CHARM PARK
- Recorded & Mixed：中原正幸
- Assistant Engineer：石黒勇人（joint1）
- Editing：宮井英俊

First Song
- Recorded & Mixed：中原正幸
- Assistant Engineer：石黒勇人（joint1）
- Editing：宮井英俊

## 収録作品

### 映像作品

#### ライブ映像
君らしくね
- 5thライブBlu-ray『渋谷すばる LIVE TOUR 2024「Lov U」』

ライム
- 5thライブBlu-ray『渋谷すばる LIVE TOUR 2024「Lov U」』

Lov U
- 5thライブBlu-ray『渋谷すばる LIVE TOUR 2024「Lov U」』

渚と台風
- 5thライブBlu-ray『渋谷すばる LIVE TOUR 2024「Lov U」』

僕と君はネコ
- 5thライブBlu-ray『渋谷すばる LIVE TOUR 2024「Lov U」』

ストライクゾーン
- 5thライブBlu-ray『渋谷すばる LIVE TOUR 2024「Lov U」』

アオ
- 5thライブBlu-ray『渋谷すばる LIVE TOUR 2024「Lov U」』

ルピナス
- 5thライブBlu-ray『渋谷すばる LIVE TOUR 2024「Lov U」』

一眼レフノ君
- 5thライブBlu-ray『渋谷すばる LIVE TOUR 2024「Lov U」』

ロマンス横丁
- 5thライブBlu-ray『渋谷すばる LIVE TOUR 2024「Lov U」』

人間讃歌
- 5thライブBlu-ray『渋谷すばる LIVE TOUR 2024「Lov U」』

First Song
- 5thライブBlu-ray『渋谷すばる LIVE TOUR 2024「Lov U」』

## テレビ歌唱
君らしくね
- CDTVライブ!ライブ!（2024年9月23日、TBS）

人間讃歌
- DayDay.（2024年10月2日、日本テレビ）

## 関連ライブ
- 渋谷すばる LIVE TOUR 2024「Lov U」（2024年11月3日 - 12月25日、全5公演）[68][9][32]
- 渋谷すばる「Lov U」リリース記念スペシャル・イベント（2025年1月12日・25日、全2公演）[49]
- 渋谷すばる LIVE TOUR 2024「Lov U」スペシャル先行上映会（2025年5月10日・11日、全2公演）

## 発売記念イベント
『渋谷すばる「Lov U」リリース記念スペシャル・イベント』（しぶたにすばる ラブ ユー リリースきねんスペシャルイベント）は、2025年1月12日から同年1月25日にかけて開催された、本作のリリースを記念した渋谷すばるのイベント。

### 開催概要
- 本イベントは、本作の購入者応募特典として抽選で招待されたリリース記念イベントである[49]。
- 本作の初回生産限定盤および通常盤の初回生産分に封入されているシリアルナンバーをキャンペーンサイトに入力することで、本イベントに応募可能となっている[49]。
- 会場や開演時間などは、当選者のみへの通知となっている[49]。
- 抽選受付期間：2024年10月16日 - 21日[49]。

### 公演日程（リリースイベント）
| 年     | 月  | 日   | 都市   |
| ------ | --- | ---- | ------ |
| 2025年 | 1月 | 12日 | 大阪府 |
| 2025年 | 1月 | 25日 | 東京都 |